# Teodoro Prisciano
Teodoro Prisciano (em grego:  Θεόδωρος ὁ Πρισκιανός) foi um médico de Constantinopla durante o século IV e autor da obra latina Rerum Medicarum Libri Quatuor.

## Carreira
Prisciano foi aluno do médico Vindiciano, fixando o período de sua vida no século IV. Diz-se que ele viveu na corte de Constantinopla e obteve a dignidade de arquiatro. Ele pertencia à seita médica dos empíricos, mas não sem uma certa mistura das doutrinas dos metodistas e até dos dogmáticos.

## Obras
O Rerum Medicarum Libri Quatuor, ou "Assuntos Médicos em Quatro Livros", às vezes é atribuído a Otávio Horaciano. O primeiro livro trata de doenças externas, o segundo de doenças internas, o terceiro de doenças femininas e o quarto de fisiologia, etc. O autor, em seu prefácio, fala contra as disputas valiosas e aprendidas realizadas ao lado do paciente e contra sua dependência de remédios estrangeiros, em preferência os indígenas.
Foi publicado pela primeira vez em 1532, em uma edição fólio em Strasburg e uma edição quarto em Basel. Destes, o último é mais correto que o outro, mas não tão completo, como o conjunto do quarto livro está em falta, e também vários capítulos do primeiro e do segundo livros. Também apareceu no Experimentarius Medicinae de Kraut, Argent, fólio, 1544, e na Aldine Collection of Medici Antiqui Latini, 1547, fólio, Venet. J. M. Bernhold publicou uma nova edição do octavo em 1791, em Ansbach, mas apenas imprimiu um primeiro volume que continha o primeiro livro e parte do segundo.

## Críticas
Sobre o Rerum Medicarum, o Dr. William A. Greenhill escreve: "Vários dos medicamentos mencionados por Prisciano são absurdos e supersticiosos; o estilo e a linguagem do trabalho são ruins; e, no geral, são de pouco interesse e valor".